# 圣斯德望广场 (博洛尼亚)
44°29′32″N 11°20′54″E / 44.492237°N 11.348217°E

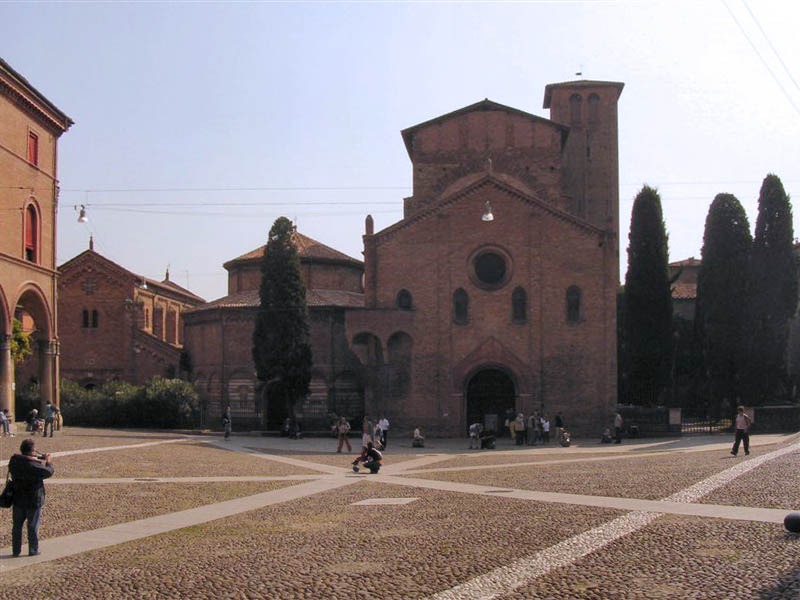
圣斯德望广场

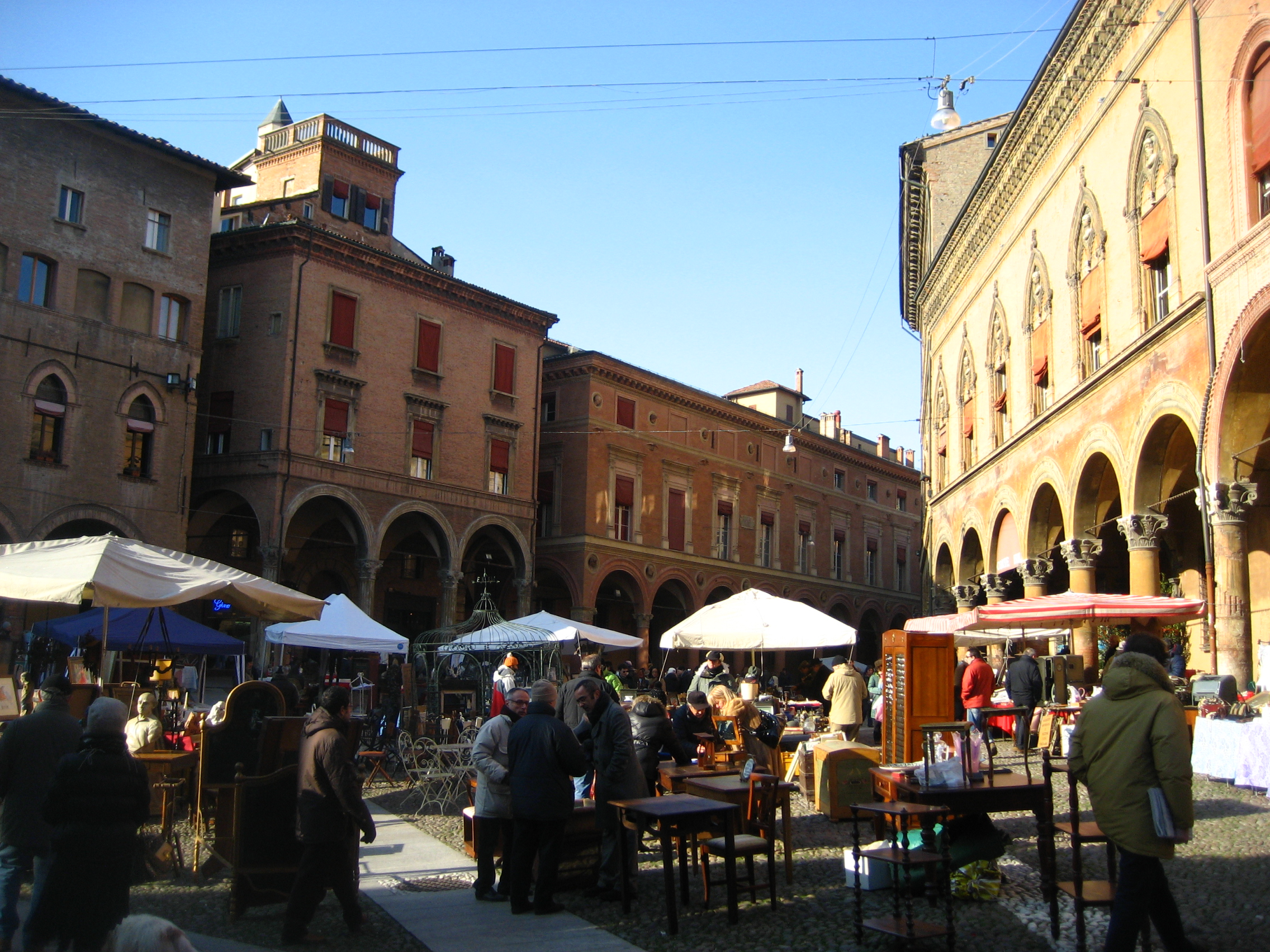
集市和门廊

圣斯德望广场（Piazza Santo Stefano）又名七教堂广场（Piazza delle Sette Chiese），是意大利城市博洛尼亚的一个三角形广场，周围被重要的建筑物包围，为该市的特色景观之一。这是一个步行区，在圣斯德望街（Via Santo Stefano）起点附近。广场和街道都是得名于位于广场上的圣斯德望圣殿。
在博洛尼亚双塔的对面，是博洛尼亚圣斯德望圣殿建筑群（七教堂）。

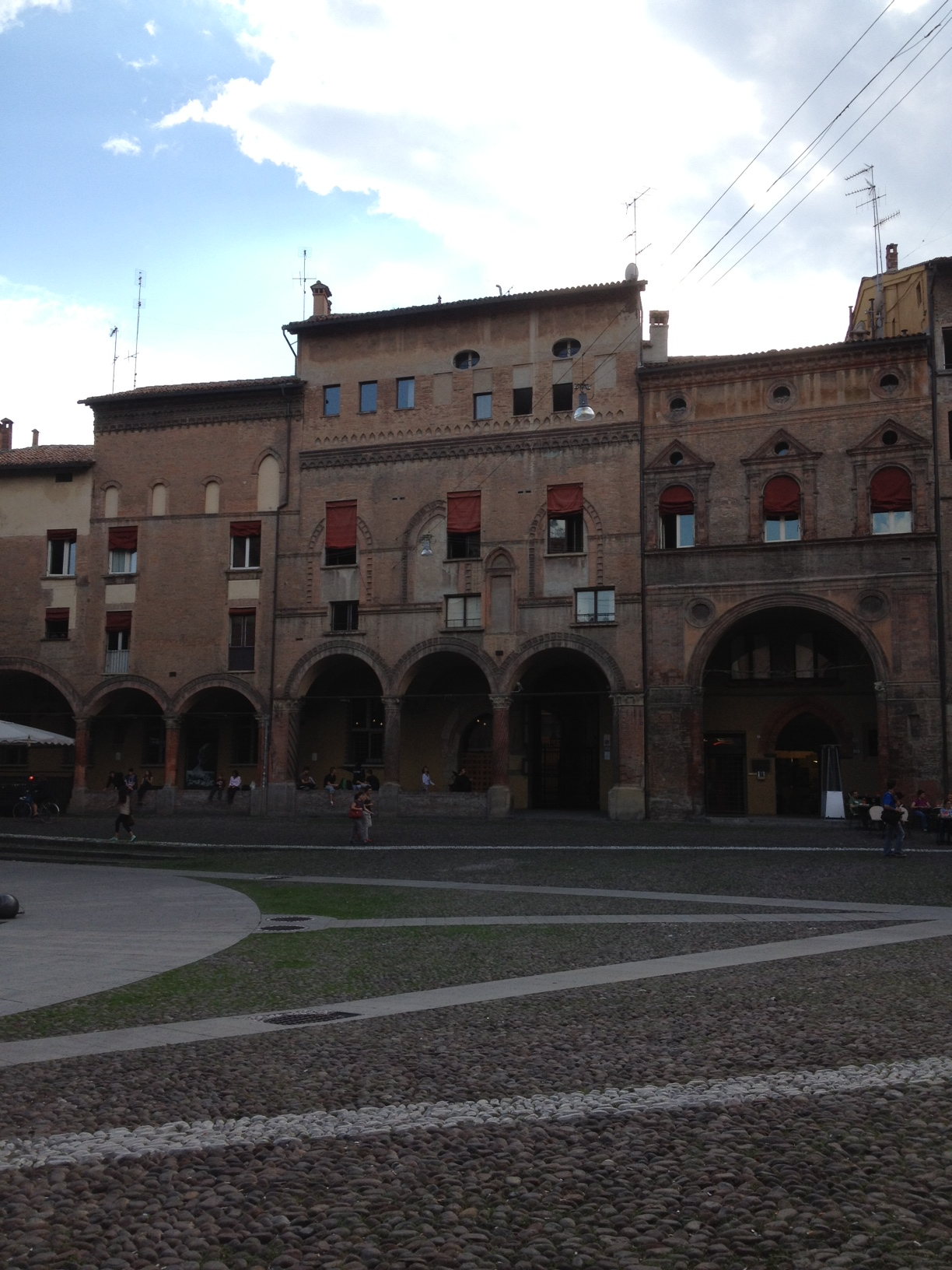

该广场经常举行文化活动、跳蚤市场和音乐会。沿着三角形的两条长边（东北侧和西南侧），都设有门廊，位于短边（东南）一侧的是圣斯德望圣殿。圣殿左侧是一组建筑群，在中世纪属于强大的伊索拉尼家族。从左边，经过1999年装修伊索拉尼宫（Palazzo Isolani）时在其内部开辟的拱廊街伊索拉尼阁（Corte Isolani），可以到达马焦雷街（Strada Maggiore），（原艾米利亚大道)。右边是博洛尼亚尼·阿莫里尼·萨利纳宫（Palazzo Bolognini Amorini Salina）, 以及塔科尼宫（Case Tacconi）,这是十五世纪博洛尼亚商人住宅的一个很好的例子。